# Mako – Einfach Meerjungfrau/Episodenliste
Diese Episodenliste enthält alle Episoden der australischen Jugendserie Mako – Einfach Meerjungfrau, sortiert nach der australischen Erstausstrahlung. Die Fernsehserie umfasst drei Staffeln mit 68 Episoden.

## Übersicht
| Staffel | Episodenanzahl | Erstausstrahlung USA | Erstausstrahlung USA | Deutschsprachige Erstausstrahlung | Deutschsprachige Erstausstrahlung |
| Staffel | Episodenanzahl | Staffelpremiere      | Staffelfinale        | Staffelpremiere                   | Staffelfinale                     |
| ------- | -------------- | -------------------- | -------------------- | --------------------------------- | --------------------------------- |
| 1       | 26             | 26. Juli 2013        | 15. September 2013   | 28. September 2013                | 28. Oktober 2013                  |
| 2       | 26             | 13. Februar 2015     | 29. Mai 2015         | 19. November 2015                 | 10. Dezember 2015                 |
| 3       | 16             | 15. Mai 2016         | 27. Mai 2016         | 3. Oktober 2016                   | 13. Oktober 2016                  |

## Staffel 1
Die ersten 13 Folgen der ersten Staffel wurde am 26. Juli 2013 auf Netflix per Streaming veröffentlicht, die zweite Hälfte (Folge 14 bis 26) wurden am 15. September 2013 zur Verfügung gestellt. Die deutschsprachige Erstausstrahlung begann am 28. September 2013 auf ZDF mit den ersten beiden Folgen. Die restlichen Folgen sendete das KiKA zwischen dem 1. Oktober und 28. Oktober 2013.
| Nr. (ges.) | Nr. (St.) | Deutscher Titel         | Originaltitel               | Erstausstrahlung USA | Deutschsprachige Erstausstrahlung (D) | Regie       | Drehbuch       |
| ---------- | --------- | ----------------------- | --------------------------- | -------------------- | ------------------------------------- | ----------- | -------------- |
| 1          | 1         | Ausgestoßen             | Outcasts                    | 26. Juli 2013        | 28. Sep. 2013                         | Evan Clarry | Sam Carroll    |
| 2          | 2         | Gehversuche             | Getting Legs                | 26. Juli 2013        | 28. Sep. 2013                         | Evan Clarry | Anthony Morris |
| 3          | 3         | Begegnung mit Rita      | Meeting Rita                | 26. Juli 2013        | 1. Okt. 2013                          | Evan Clarry | Max Dann       |
| 4          | 4         | Fremdwährung            | Lyla Alone                  | 26. Juli 2013        | 1. Okt. 2013                          | Evan Clarry | Simon Butters  |
| 5          | 5         | Regenzauber             | Blizzard                    | 26. Juli 2013        | 2. Okt. 2013                          | Evan Clarry | Sam Carroll    |
| 6          | 6         | Delfinjagd              | Dolphin Tale                | 26. Juli 2013        | 2. Okt. 2013                          | Evan Clarry | Chris Roache   |
| 7          | 7         | An der Angel            | Zac’s Pool Party            | 26. Juli 2013        | 3. Okt. 2013                          | Evan Clarry | Michael Joshua |
| 8          | 8         | Der erste Vollmond      | Zac’s Return to Mako        | 26. Juli 2013        | 3. Okt. 2013                          | Evan Clarry | Sam Carroll    |
| 9          | 9         | Das Lied der Sirene     | The Siren                   | 26. Juli 2013        | 7. Okt. 2013                          | Evan Clarry | Simon Butters  |
| 10         | 10        | Der gestohlene Mondring | Zac Returns to Mako         | 26. Juli 2013        | 8. Okt. 2013                          | Evan Clarry | Chris Roache   |
| 11         | 11        | Geheimnisvoller Ozean   | I Don’t Believe in Mermaids | 26. Juli 2013        | 9. Okt. 2013                          | Evan Clarry | Max Dann       |
| 12         | 12        | Knapp entwischt         | Close Call                  | 26. Juli 2013        | 10. Okt. 2013                         | Evan Clarry | Anthony Morris |
| 13         | 13        | Aufgeflogen             | Betrayal                    | 26. Juli 2013        | 14. Okt. 2013                         | Evan Clarry | Michael Joshua |
| 14         | 14        | Grenzlinien             | Battlelines                 | 15. Sep. 2013        | 15. Okt. 2013                         | Grant Brown | Sam Carroll    |
| 15         | 15        | Sirena setzt sich durch | Sirena’s Secret             | 15. Sep. 2013        | 16. Okt. 2013                         | Grant Brown | Max Dann       |
| 16         | 16        | In der Schwebe          | Truce                       | 15. Sep. 2013        | 17. Okt. 2013                         | Grant Brown | Chris Roache   |
| 17         | 17        | Der zweite Mondring     | Moon Ring 2                 | 15. Sep. 2013        | 21. Okt. 2013                         | Grant Brown | Anthony Morris |
| 18         | 18        | Täuschungsmanöver       | The Trident Job             | 15. Sep. 2013        | 21. Okt. 2013                         | Grant Brown | Michael Joshua |
| 19         | 19        | Der Dreizack            | Where’s the On Button?      | 15. Sep. 2013        | 22. Okt. 2013                         | Grant Brown | Justin Gillmer |
| 20         | 20        | Das Versteck            | Nowhere to Hide             | 15. Sep. 2013        | 22. Okt. 2013                         | Grant Brown | Sam Carroll    |
| 21         | 21        | Überraschender Besuch   | Aquata Returns              | 15. Sep. 2013        | 23. Okt. 2013                         | Grant Brown | Anthony Morris |
| 22         | 22        | Die doppelte Evie       | Evie Times Two              | 15. Sep. 2013        | 23. Okt. 2013                         | Grant Brown | Max Dann       |
| 23         | 23        | Schwere Entscheidung    | Zac’s Choice                | 15. Sep. 2013        | 24. Okt. 2013                         | Grant Brown | Chris Roache   |
| 24         | 24        | Vertrauenssache         | Trust                       | 15. Sep. 2013        | 24. Okt. 2013                         | Grant Brown | Anthony Morris |
| 25         | 25        | Verhängnisvoller Verrat | Betrayed                    | 15. Sep. 2013        | 28. Okt. 2013                         | Grant Brown | Mark Shirrefs  |
| 26         | 26        | Tag der Entscheidung    | Decision Time               | 15. Sep. 2013        | 28. Okt. 2013                         | Grant Brown | Sam Carroll    |

## Staffel 2
Die ersten 13 Folgen der zweiten Staffel werden ab dem 13. Februar auf Netflix per Streaming veröffentlicht. Der zweite Teil stand ab dem 29. Mai 2015 zur Verfügung. Die deutschsprachige Erstausstrahlung sendete der deutsche Free-TV-Sender KiKA vom 19. November bis zum 10. Dezember 2015.
| Nr. (ges.) | Nr. (St.) | Deutscher Titel               | Originaltitel             | Erstausstrahlung USA | Deutschsprachige Erstausstrahlung (D) | Regie       | Drehbuch         |
| ---------- | --------- | ----------------------------- | ------------------------- | -------------------- | ------------------------------------- | ----------- | ---------------- |
| 27         | 1         | Der siebte Zyklus             | The Seventh Cycle         | 13. Feb. 2015        | 19. Nov. 2015                         | Evan Clarry | Sam Carroll      |
| 28         | 2         | Überraschung in Pink          | Sticky Situation          | 13. Feb. 2015        | 19. Nov. 2015                         | Evan Clarry | Max Dann         |
| 29         | 3         | Die geheimnisvolle Kammer     | Discovery                 | 13. Feb. 2015        | 23. Nov. 2015                         | Evan Clarry | Anthony Morris   |
| 30         | 4         | Ein Neuer im Bunde            | A New Tail                | 13. Feb. 2015        | 23. Nov. 2015                         | Evan Clarry | Carine Chai      |
| 31         | 5         | Neue Geschäftsideen           | Bad for Business          | 13. Feb. 2015        | 24. Nov. 2015                         | Evan Clarry | Gareth Calverley |
| 32         | 6         | Rettungsmission               | Stormy Seas               | 13. Feb. 2015        | 24. Nov. 2015                         | Evan Clarry | Chris Roache     |
| 33         | 7         | Begegnung auf Mako            | Awakening                 | 13. Feb. 2015        | 25. Nov. 2015                         | Evan Clarry | Evan Clarry      |
| 34         | 8         | Magie und Chemie              | Land School               | 13. Feb. 2015        | 25. Nov. 2015                         | Evan Clarry | Anthony Morris   |
| 35         | 9         | Die Ausreißerin               | Stowaway                  | 13. Feb. 2015        | 26. Nov. 2015                         | Evan Clarry | Margaret Wilson  |
| 36         | 10        | Geheimnis in Gefahr           | Keeping the Secret        | 13. Feb. 2015        | 26. Nov. 2015                         | Evan Clarry | Chris Hawkshaw   |
| 37         | 11        | Das Schulprojekt              | Only As Young As You Feel | 13. Feb. 2015        | 30. Nov. 2015                         | Evan Clarry | Max Dann         |
| 38         | 12        | Der verlorene Ring            | Supersized                | 13. Feb. 2015        | 30. Nov. 2015                         | Evan Clarry | Mark Shirrefs    |
| 39         | 13        | Familienbande                 | Reunion                   | 13. Feb. 2015        | 1. Dez. 2015                          | Evan Clarry | Evan Clarry      |
| 40         | 14        | Wer bin ich?                  | A New Man                 | 29. Mai 2015         | 1. Dez. 2015                          | Grant Brown | Sam Carroll      |
| 41         | 15        | Verirrte Mondseekräfte        | Careful What You Wish For | 29. Mai 2015         | 2. Dez. 2015                          | Grant Brown | Michael Joshua   |
| 42         | 16        | Katzenjammer                  | First Date                | 29. Mai 2015         | 2. Dez. 2015                          | Grant Brown | Max Dann         |
| 43         | 17        | Die fünf Symbole              | The Merman Code           | 29. Mai 2015         | 3. Dez. 2015                          | Grant Brown | Sam Carroll      |
| 44         | 18        | Im Bann der Musik             | The Siren                 | 29. Mai 2015         | 3. Dez. 2015                          | Grant Brown | Sam Carroll      |
| 45         | 19        | Fataler Zauber                | Surprise!                 | 29. Mai 2015         | 7. Dez. 2015                          | Grant Brown | Anthony Morris   |
| 46         | 20        | Meerjungfrauen bei der Arbeit | The Job                   | 29. Mai 2015         | 7. Dez. 2015                          | Grant Brown | Sam Carroll      |
| 47         | 21        | Ein neuer Auftrag             | New Orders                | 29. Mai 2015         | 8. Dez. 2015                          | Grant Brown | Michael Joshua   |
| 48         | 22        | Unter Verdacht                | The Last Dance            | 29. Mai 2015         | 8. Dez. 2015                          | Grant Brown | Carine Chai      |
| 49         | 23        | Gehen oder bleiben?           | Stay or Go                | 29. Mai 2015         | 9. Dez. 2015                          | Grant Brown | Max Dann         |
| 50         | 24        | Die Wahrheit über Evie        | The Truth About Evie      | 29. Mai 2015         | 9. Dez. 2015                          | Grant Brown | Sam Carroll      |
| 51         | 25        | Der Stein im Dreizack         | The Trident Stone         | 29. Mai 2015         | 10. Dez. 2015                         | Grant Brown | Sam Carroll      |
| 52         | 26        | Auserwählt                    | The Chosen One            | 29. Mai 2015         | 10. Dez. 2015                         | Grant Brown | Mark Shirrefs    |

## Staffel 3
Noch vor Ausstrahlung der zweiten Staffel wurde für 2016 eine dritte, 16 Folgen umfassende, Staffel bestellt.
| Nr. (ges.) | Nr. (St.) | Deutscher Titel           | Originaltitel           | Erstausstrahlung AU | Deutschsprachige Erstausstrahlung (D) | Regie        | Drehbuch            |
| ---------- | --------- | ------------------------- | ----------------------- | ------------------- | ------------------------------------- | ------------ | ------------------- |
| 53         | 1         | Besuch aus Shanghai       | East Meets West         | 15. Mai 2016        | 3. Okt. 2016                          | Evan Clarry  | Sam Carroll         |
| 54         | 2         | Das Seeungeheuer          | Seeing Is Believing     | 22. Mai 2016        | 3. Okt. 2016                          | Evan Clarry  | Mark Shirrefs       |
| 55         | 3         | Erfolgsrezept             | Recipe for Success      | 27. Mai 2016        | 4. Okt. 2016                          | Evan Clarry  | Max Dann            |
| 56         | 4         | Die Geister, die ich rief | Mopping Up              | 27. Mai 2016        | 4. Okt. 2016                          | Evan Clarry  | Anthony Morris      |
| 57         | 5         | Die Puzzle-Box            | The Puzzle Box          | 27. Mai 2016        | 5. Okt. 2016                          | Evan Clarry  | Phil Enchelmaier    |
| 58         | 6         | Neuanfänge                | New Beginnings          | 27. Mai 2016        | 5. Okt. 2016                          | Evan Clarry  | Sam Carroll         |
| 59         | 7         | Wechsel der Gezeiten      | Turning the Tide        | 27. Mai 2016        | 6. Okt. 2016                          | Evan Clarry  | Evan Clarry         |
| 60         | 8         | Der Weg des Drachen       | The Way of the Dragon   | 27. Mai 2016        | 6. Okt. 2016                          | Evan Clarry  | Evan Clarry         |
| 61         | 9         | Es ist wie es ist         | Reversal of Fortune     | 27. Mai 2016        | 10. Okt. 2016                         | Evan Clarry  | Evan Clarry         |
| 62         | 10        | Wunschdenken              | Wishful Thinking        | 27. Mai 2016        | 10. Okt. 2016                         | John Hartley | Phil Enchelmaier    |
| 63         | 11        | Verloren und gefunden     | Lost and Found          | 27. Mai 2016        | 11. Okt. 2016                         | John Hartley | Sam Carroll         |
| 64         | 12        | Eine Frage des Vertrauens | Trust Issues            | 27. Mai 2016        | 11. Okt. 2016                         | John Hartley | Tony Cavanaugh      |
| 65         | 13        | Loslassen                 | Letting Go              | 27. Mai 2016        | 12. Okt. 2016                         | John Hartley | Jo Watson           |
| 66         | 14        | Weisheit des Alters       | Age Before Beauty       | 27. Mai 2016        | 12. Okt. 2016                         | John Hartley | Chris Anastassiades |
| 67         | 15        | Die Legende von Jiao Long | The Legend of Jiao Long | 27. Mai 2016        | 13. Okt. 2016                         | John Hartley | Sam Carroll         |
| 68         | 16        | Heimkehr                  | Homecoming              | 27. Mai 2016        | 13. Okt. 2016                         | John Hartley | Mark Shirrefs       |